# Parthenope (Neapel)

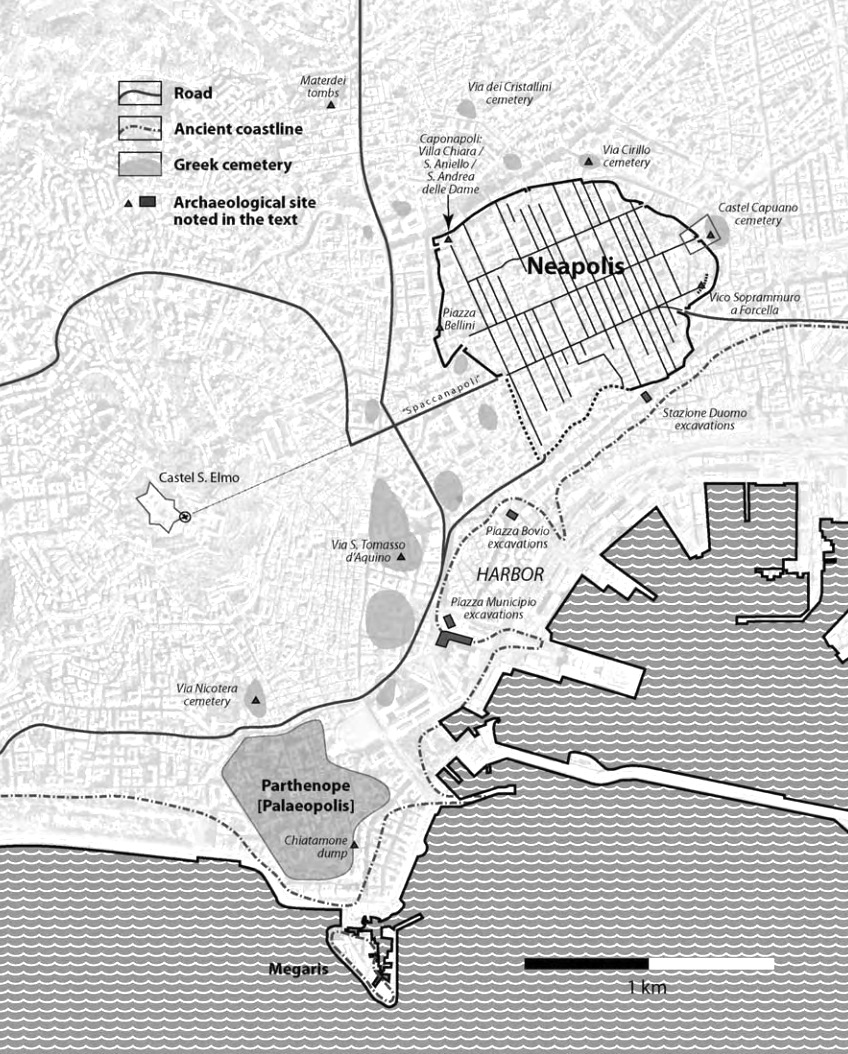
Parthenope und Neapolis

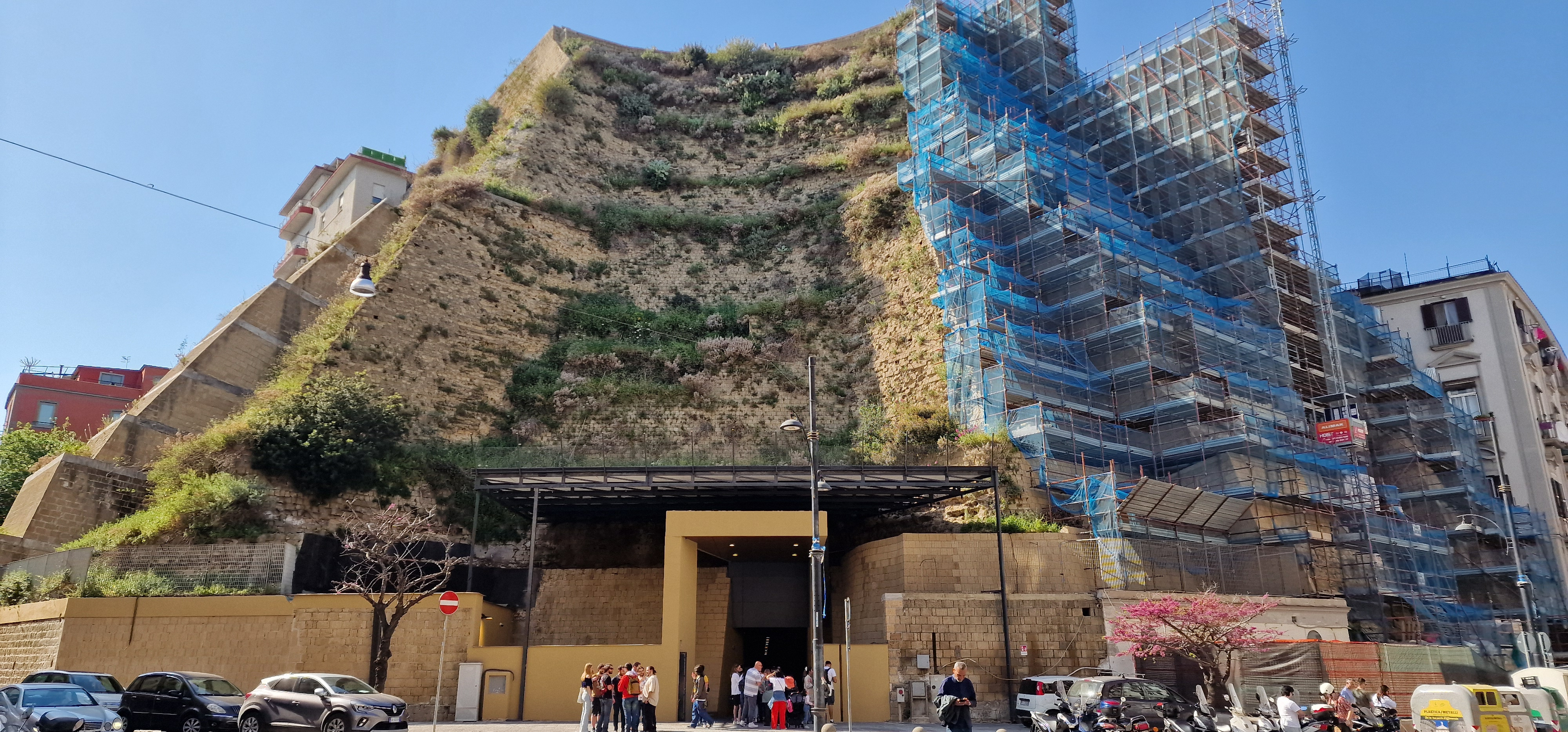
Der Pizzofalcone von der Via Santa Lucia aus gesehen

Parthenope (auch Paläopolis) war der Name einer antiken griechischen Stadt, die sich im Gebiet des heutigen Neapel befand. Ihr Name stammt aus der griechischen Mythologie, genauer von der Sirene Parthenope, die an der Küste an Land gespült worden sein soll.
Parthenope wurde auf dem Hügel Pizzofalcone (auch Monte Echia oder Monte di Dio) und der direkt vor der Küste liegenden kleinen Insel Megaride errichtet. Die Stadt lag im heutigen Stadtteil San Ferdinando am Meer. Parthenope war Neapels erste Vorgängerin und wurde etwa 700 v. Chr. von aus dem nahen Cumae kommenden griechischen Siedlern gegründet.
Etwa 500 v. Chr. wurde im Nordosten eine zweite griechische Stadt gegründet, die man Neapolis („Neue Stadt“) nannte. Von da an trug Parthenope auch den Namen Paläopolis („Alte Stadt“).